# Площа Повстання (фільм)
«Площа Повстання» («Площадь Восстания») — радянський художній фільм 1985 року, знятий режисером Борисом Токарєвим на кіностудії «Мосфільм».

## Сюжет
За однойменною повістю Ю. Яковлєва. Максим Федоров, науковий співробітник московського музею на Червоній Пресні, одержимий ідеєю описати долю «Скрипаля», ім'я якого часто з'являлося в архівних документах дореволюційної доби. Збираючи факти, герой відновлює справжнє ім'я та історію життя музиканта, який став одним із перших професійних революціонерів.

## У ролях
- Людмила Гладунко — Олександра Гур'янова та Марі
- Володимир Симонов — Скрипаль
- Сергій Шакуров — Максим Федоров
- Єгор Висоцький — Микола Бауман
- Всеволод Сафонов — капітан Пітігріллі
- Борис Хімічев — Єремей Іванов
- Михайло Єремєєв — дядько Мартин
- Шавкат Газієв — Аглаїмов, поручик Семенівського полку
- Сергій Баталов — Охріменко
- Павло Алексєєв — Вадим
- Ольга Токарєва — Майя
- Анта Круміня — гід у Швейцарії
- Сергій Десницький — Карл Остберг
- Ігор Усов — Конников
- Валентина Клягіна — епізод
- Світлана Коновалова — епізод
- Олена Дупак — співробітниця
- Олена Астаф'єва — Оленка
- Вадим Гемс — епізод
- Людмила Велика — туристка
- Валерій Лисенков — епізод
- Надія Матушкіна — жінка на мітингу
- Олександр Пятков — оперний співак
- Григорій Маліков — майор
- Леонід Трутнєв — епізод
- Віктор Шульгін — епізод
- Віктор Махмутов — жандарм
- Юрій Афанасьєв — епізод
- Микола Гагарін — епізод
- В'ячеслав Пацап — епізод
- Валерій Малець — епізод
- Олександр Скалига — епізод
- Степан Токарєв — епізод
- Льоня Александрович — епізод
- Віктор Денисов — епізод
- Геннадій Подшивалов — солдат
- Лідія Старокольцева — жінка на барикадах

## Знімальна група
- Режисер — Борис Токарєв
- Сценаристи — Борис Токарєв, Юрій Яковлєв
- Оператор — Микола Немоляєв
- Композитор — Ісаак Шварц
- Художник — Людмила Кусакова